# 哈里·卢埃林
哈里·卢埃林（英語：Harry Llewellyn，1911年7月18日—1999年11月15日），英国男子马术运动员。他曾代表英国参加1948年和1952年夏季奥林匹克运动会马术比赛，获得一枚金牌和一枚铜牌。